# Amolops nepalicus
Amolops marmoratus là một loài ếch trong họ Ranidae. Chúng là loài đặc hữu của Nepal.
Các môi trường sống tự nhiên của chúng là các khu rừng khô nhiệt đới hoặc cận nhiệt đới và sông.